# Börde Lamstedt
Börde Lamstedt er en Samtgemeinde (fælleskommune eller amt) i den tyske delstat Niedersachsen. Den ligger omkring 35 km øst for Bremerhaven, og 15 km nord for Bremervörde. Adminisgtrationen ligger i byen Lamstedt.
Samtgemeinde Börde Lamstedt består af kommunerne:
1. Armstorf
2. Hollnseth
3. Lamstedt
4. Mittelstenahe
5. Stinstedt